# Jemnická kotlina
Jemnická kotlina je geomorfologický podcelek Jevišovické pahorkatiny, v jejíž jihozápadní části leží. Mělká kotlina má nepravidelný půdorys. Vznikla v rulách s pruhy amfibolitů. Střední výška činí 486,3 m. Zachovaly se ostrůvky jezerních neogenních usazenin. Údolí Želetavky tvoří osu sníženiny. Nejvyšším bodem je vrch Pod barvířskou (578 m), který stojí 3 km severozápadně od obce Krasonice. Na povrchu převládají pole, louky a drobné ostrůvky smrkových a borových lesů.